# Фарадей (лунный кратер)
Кратер Фарадей (лат. Faraday) — крупный ударный кратер в южном полушарии видимой стороны Луны. Название присвоено в честь английского физика-экспериментатора и химика Майкла Фарадея (1791—1867); утверждено Международным астрономическим союзом в 1935 г. Образование кратера относится к донектарскому периоду.

## Описание кратера

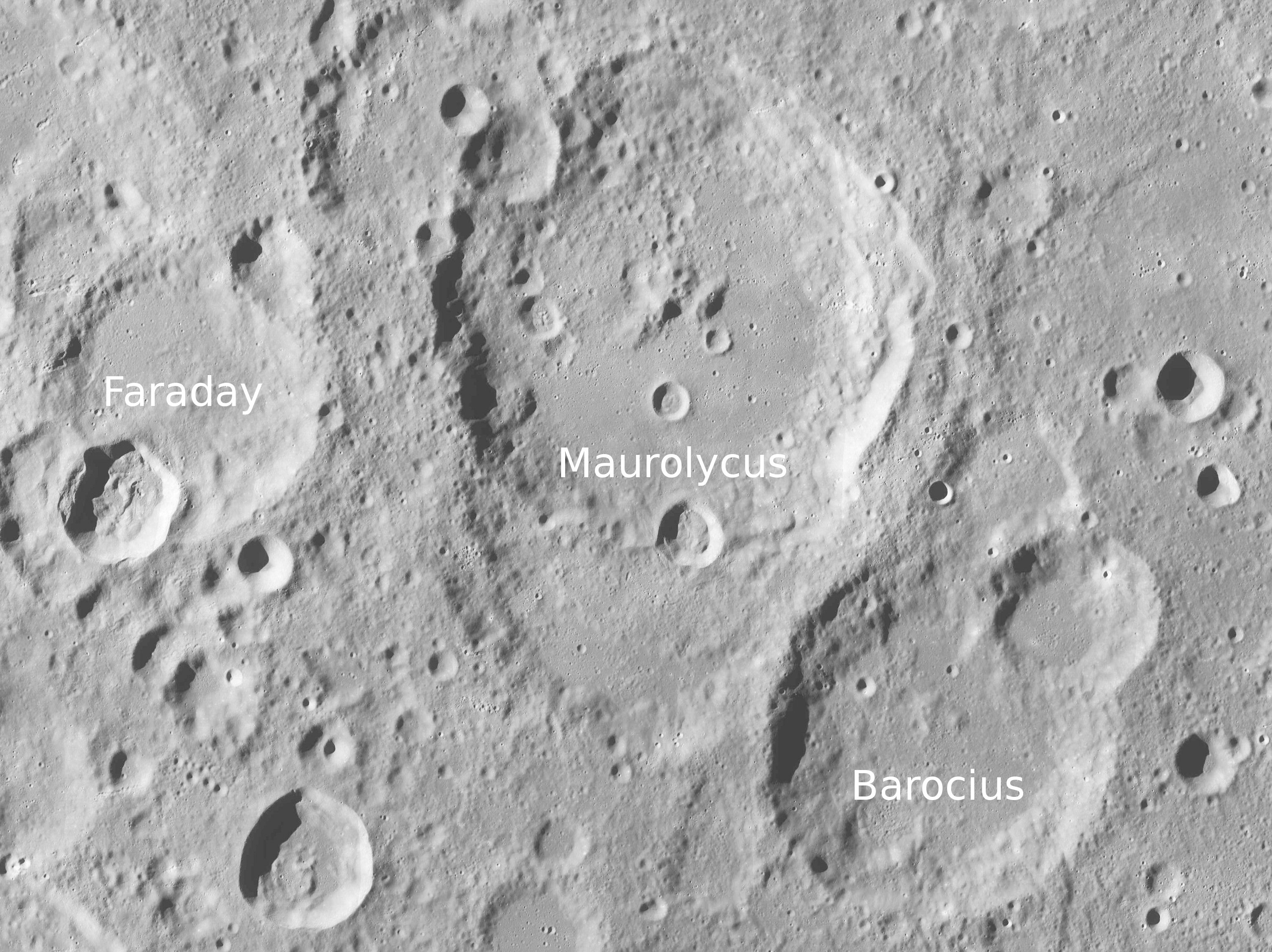
Окрестности кратера Фарадей. Снимок зонда Lunar Reconnaissance Orbiter.

Кратер Фарадей перекрывает юго-восточную часть кратера Штефлер. Другими его ближайшими соседями являются кратер Мавролик на востоке и кратер Лицет на юге-юго-западе. Селенографические координаты центра кратера 42°27′ ю. ш. 8°45′ в. д. / 42,45° ю. ш. 8,75° в. д., диаметр 69,0 км, глубина 4090 м.
Кратер Фарадей имеет близкую к циркулярной форму и значительно разрушен. Вал сглажен, в юго-западной и северо-восточной части перекрыт небольшими кратерами. Высота вала над окружающей местностью достигает 1280 м, объем кратера составляет приблизительно 4200 км³.  Чаша кратера разделена пополам невысоким хребтом тянущимся с юго-запада на северо-восток. Северная половина чаши ровная, южная – пересеченная.

## Сателлитные кратеры
| Фарадей | Координаты                                            | Диаметр, км |
| ------- | ----------------------------------------------------- | ----------- |
| A       | 41°32′ ю. ш. 9°39′ в. д. / 41,54° ю. ш. 9,65° в. д.   | 20,0        |
| C       | 43°19′ ю. ш. 8°02′ в. д. / 43,32° ю. ш. 8,04° в. д.   | 28,5        |
| D       | 43°47′ ю. ш. 9°37′ в. д. / 43,78° ю. ш. 9,61° в. д.   | 13,5        |
| G       | 45°55′ ю. ш. 10°04′ в. д. / 45,92° ю. ш. 10,06° в. д. | 29,6        |
| H       | 45°07′ ю. ш. 10°14′ в. д. / 45,12° ю. ш. 10,24° в. д. | 11,9        |
| K       | 42°41′ ю. ш. 10°18′ в. д. / 42,68° ю. ш. 10,3° в. д.  | 6,7         |

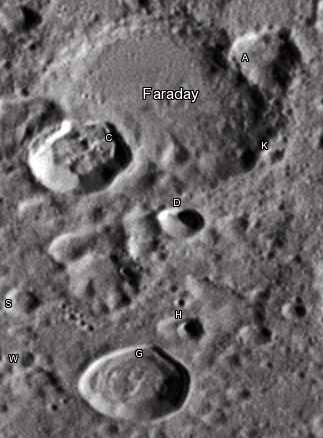
Снимок Девида Кемпбелла (обозначения S и W относятся к кратеру Лицет.)

- Образование сателлитного кратера Фарадей C относится к коперниковскому периоду[1].

- Образование сателлитного кратера Фарадей G относится к позднеимбрийскому периоду[1].

## См.также
- Список кратеров на Луне
- Лунный кратер
- Морфологический каталог кратеров Луны
- Планетная номенклатура
- Селенография
- Минералогия Луны
- Геология Луны
- Поздняя тяжёлая бомбардировка